# Pannonia Filmstudio

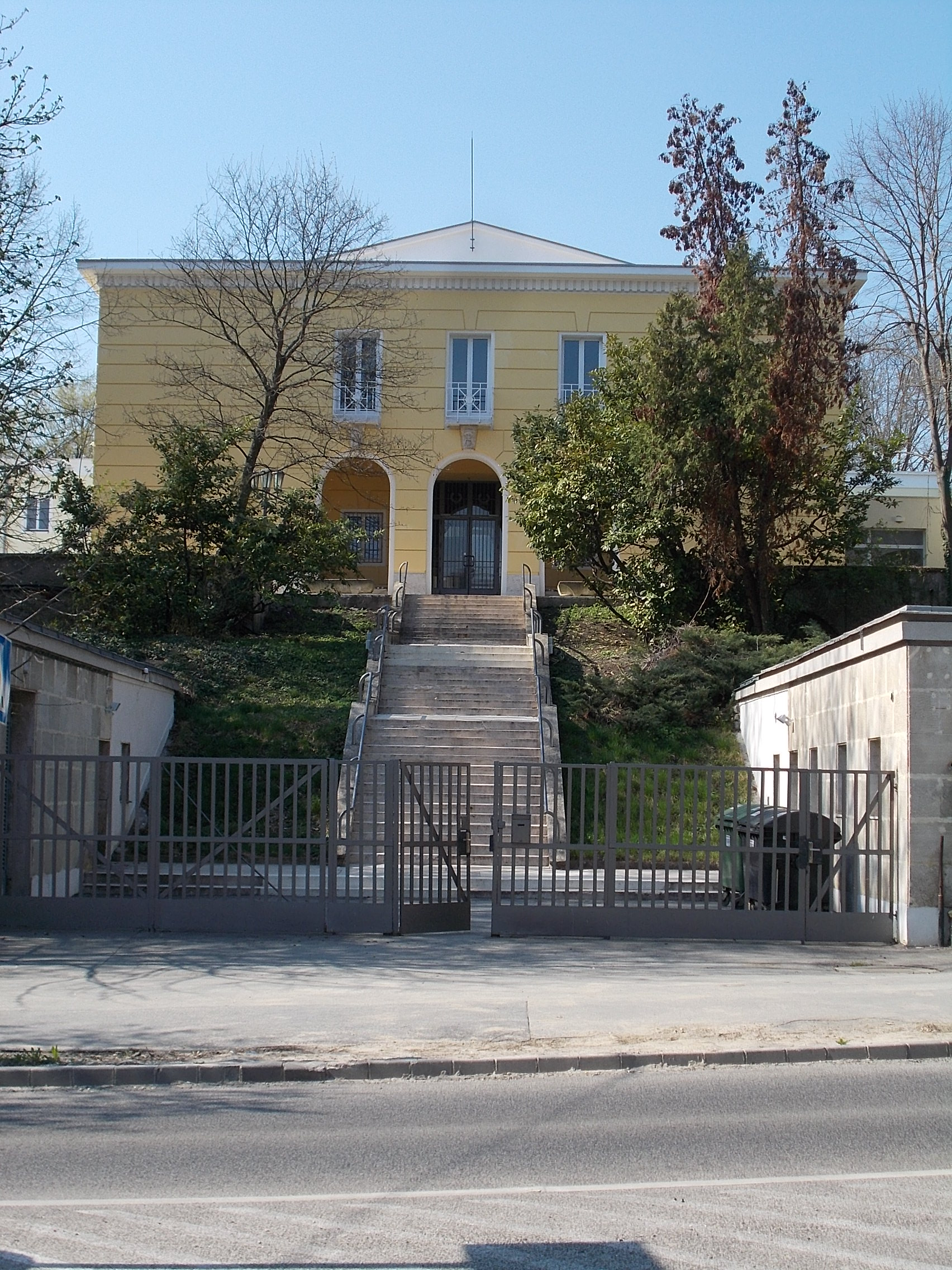
Ehemaliges Hauptgebäude des Studios, Hűvösvölgyi út, Budapest

Das Pannonia Filmstudio (ungarisch Pannónia Filmstúdió) war das größte Synchron- und Animationsstudio Ungarns.
Das Studio produzierte zahlreiche Filme, Fernsehserien und Kurzfilme, weitestgehend für den ungarischen und europäischen Markt.

## Geschichte
Nach dem Zweiten Weltkrieg wurde die ungarische Filmproduktion 1948 verstaatlicht – es entstand die Magyar Filmgyártó Nemzeti Vállalat, kurz Mafilm, in Budapest. Dort arbeitete auch eine Gruppe rund um Gyula Macskássy, Tibor Csermák, Attila Dargay und István Imre, die Zeichentrickfilme herstellten. Bis 1951 entstand unter der Regie von Macskássy der ersten Film in Farbe (A Kiskakas gyémánt félkrajcárja), er wurde daraufhin zum Direktor der Zeichentrick-Abteilung ernannt. Nach dem ungarischen Volksaufstand 1956 wurde die Abteilung aus Mafilm herausgelöst und unter Macskássys Leitung als Pannonia Filmstudio unabhängig. Der Name des Studios leitet sich von der Landschaft Pannonien ab.
Anfang der 1960er-Jahre wurden einige Kurzfilme des Studios zum ersten Mal international ausgezeichnet. Mit der Serie Arthur der Engel setzte Pannonia erstmals im Auftrag eines amerikanischen Unternehmens eine Fernsehserie um. Nach dieser Erfahrung und mit dem so erwirtschafteten Geld wurden dann die eigenen Serien Peti und Gusztáv produziert. In den 1960er-Jahren entwickelten die Mitarbeitenden bei Pannonia zunehmend Stoffe für ein erwachsenes Publikum, trotzdem entstanden auch weiter Kinderserien. 1971 entstand in Kecskemét eine Zweigstelle von Pannonia, geleitet von Ferenc Mikulás.
Seit 1970 war Pannonia in der Lage, auch animierte Langfilme herzustellen. Nach drei Jahren in der Produktion kam 1973 der unter der Regie von Marcell Jankovics entstandene Film Held János (János vitéz) in die ungarischen Kinos. Die Handlung basiert auf einem Epos des Dichters Sándor Petőfi. Der 1976 veröffentlichte Film Lúdas Matyi gilt als beispielhafte Verkörperung der ungarischen Animationsindustrie. Die Nacherzählung der Sage von Lúdas Matyi lockte 20 % der ungarischen Bevölkerung ins Kino und gilt somit als erfolgreichster ungarischer Kinofilm. Regie führte Dargay Attila. 1979 folgte das Avantgardistische Zeichentrick-Musical Habfürdö von György Kovásznai.
Ebenfalls sehr erfolgreich war der Kinofilm Vuk von 1981. In dieser Zeit galt Pannonia neben den Walt Disney Studios, Hanna-Barbera, Sojusmultfilm und Toei als eines der größten Animationsstudios der Welt. Bei der Oscarverleihung 1981 gewann der Kurzfilm A légy von Ferenc Rófusz als erste ungarische Produktion überhaupt einen Oscar. Bis 1991 entstanden bei Pannonia insgesamt 25 abendfüllende Animationsfilme, sowie zahlreiche weitere Zeichentrickserien und Filme, unter anderem auch für das ungarische und deutsche Fernsehen, so auch die Serie Meister Eder und sein Pumuckl, für die von 1978 bis 1991 die Pumucklfigur unter der Leitung von Béla Ternovszky gezeichnet wurde.
Nach der Änderung des politischen Systems 1990 in Ungarn verlor das Pannonia Filmstudio seine Monopolstellung in der ungarischen Zeichentrickproduktion weitgehend, und der staatliche Rundfunk stellte die Finanzierung der Zeichentrickproduktion ein. Das Studio wurde in verschiedene Gesellschaften aufgespalten, bis 2004 wurden noch einige Zeichentrickfilme produziert. Heute sind am Firmengelände, dessen Hauptgebäude 2018 renoviert wurde, verschiedene Unternehmen angesiedelt, die Dienstleistungen im Bereich Video, Film und Foto, Postproduction, Special Effects sowie Soundtrack-Recording und Tonschnitt anbieten.

## Produktionen (Auswahl)

### Kurzfilme
- A Kiskakas gyémánt félkrajcárja – Gyula Macskássy, 1951
- Ceruza es radír – Gyula Macskássy, György Várnai, 1960
- Párbaj – Gyula Macskássy, 1960
- A pirospöttyös labda – Tibor Csermák, 1961
- A Nap és a Hold elrablása – Sándor Reisenbüchler, 1968
- A három nyúl (Die 3 Kaninchen) – Attila Dargay, 1972
- A légy (Die Fliege) – Ferenc Rófusz, 1980
- Ad Astra – Ferenc Cakó, 1982

### Fernsehserien
- Arthur der Engel – Art Paul, Gig Friedman, 1959–62
- Peti – Gyula Macskassy, György Varnai, 1963–67
- Gusztáv (Gustav) – Attila Dargay, József Nepp, Marcell Jankovics, 1964–77
- Mézga-Serien (dt: Familie Metzger):
  - Üzenet a jövöböl – A Mézga család különös kalandjai (Heißer Draht ins Jenseits) – József Nepp, József Romhányi, 1968–69
  - Mézga Aladár különös kalandjai (Adolars phantastische Abenteuer) – József Nepp, József Romhányi, 1969–73
  - Vakáción A Mézga Család (Die Abenteuer der Familie Mézga) – 1978
- Frakk, a macskák réme – Ágnes Bálint, 1971–87
- Kérem a következőt! (Der Nächste, Bitte) – József Nepp, József Romhányi, 1973–83
- A Kockásfülü nyúl – Veronika Marék, Zsolt Richly, 1974–76
- Mikrobi – György Botond-Bolics, Ágnes Bálint, 1975–77
- A legkisebb ugrifüles – Ágnes Bálint, 1976–77
- Magyar népmesék – Ferenc Mikulás, 1977–2011
- Pom Pom meséi (Pom Pom) – István Csukás, Ferenc Sajdik, 1980
- Vizipók-csodapók (Wasserspinne – Wunderspinne) – Ágnes Bálint, György Kertész, 1982

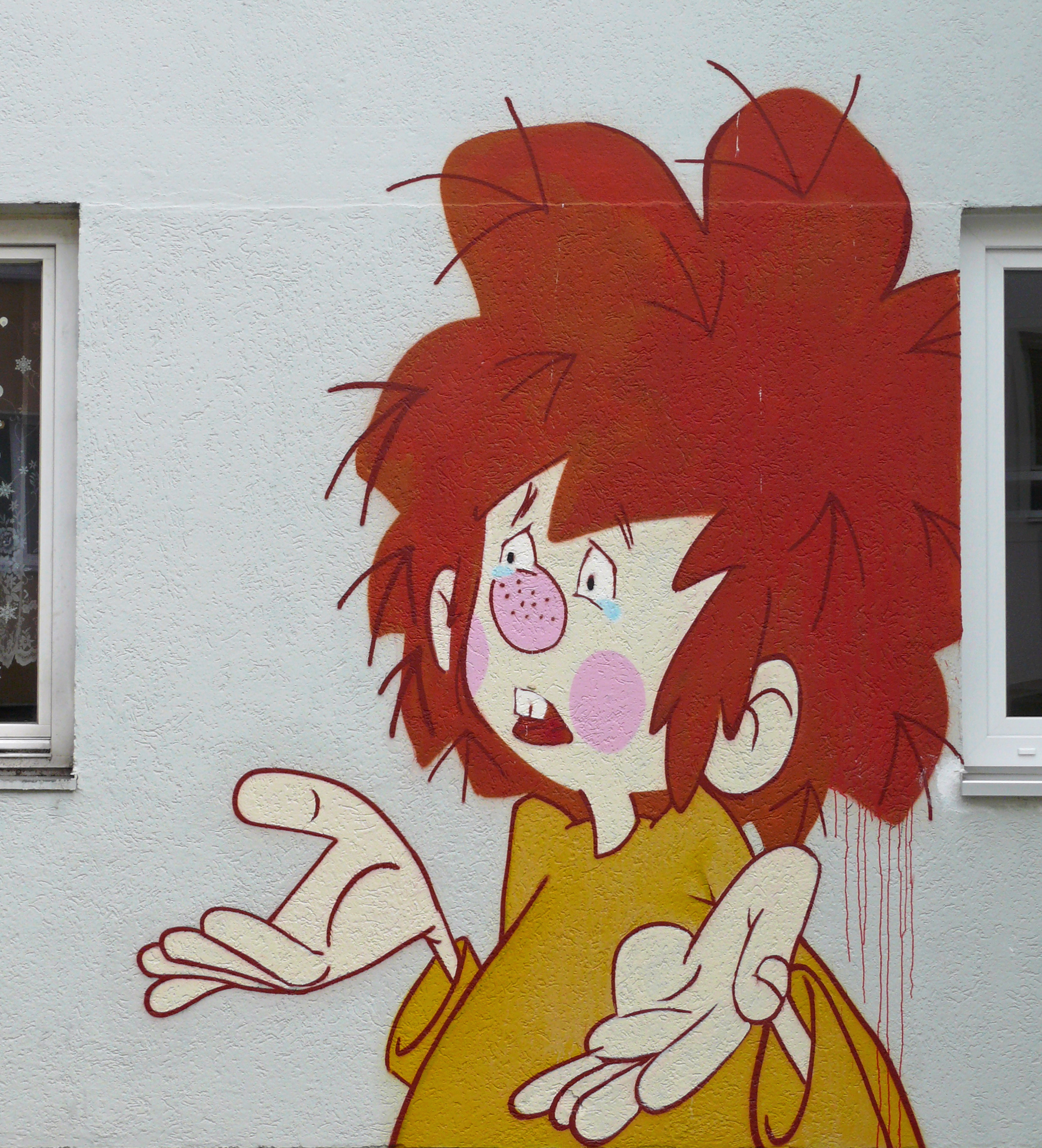
Wandmalerei in München nach der Pumucklfigur (erste Staffel)

- Meister Eder und sein Pumuckl – Ellis Kaut, 1978–91 (Animationen)
- Leó és Fred (Leo und Fred) – Pàl Tóth, Béla Weisz, 1984

### Langfilme
- János vitéz (Held Janos) – Marcell Jankovics, 1973
- Hugó, a viziló (Hugo, das Nilpferd) – Bill Feigenbaum, József Gémes, 1975 (US-amerikanisch-ungarische Koproduktion)
- Lúdas Matyi (Matyi, der Gänsejunge) – Attila Dargay, 1976
- Bubble Bath / Schaumbad (Habfürdö) – György Kovásznai, 1979
- Fehérlófia (Sohn der weißen Stute) – Marcell Jankovics, 1981
- Vuk (Vuk – Der kleine Fuchs) – Attila Dargay, 1981
- Az Idö urai/Les Maîtres du Temps (Herrscher der Zeit) – René Laloux, Tibor Hernádi, 1982 (ungarisch-französische Koproduktion)
- Daliás idők – József Gémes, 1982
- Suli-Buli – Ferenc Varsányi, 1982
- Háry János – Zsolt Richly, 1983
- Misi mókus kalandjai (Eichhörnchen fliegt nach Afrika) – Ottó Foky, 1983
- Hófehér – József Nepp, 1983
- Szaffi – Attila Dargay, 1984
- Mátyás, az igazságos – László Ujváry, 1985
- Egy kutya feljegyzései – József Nepp, 1986

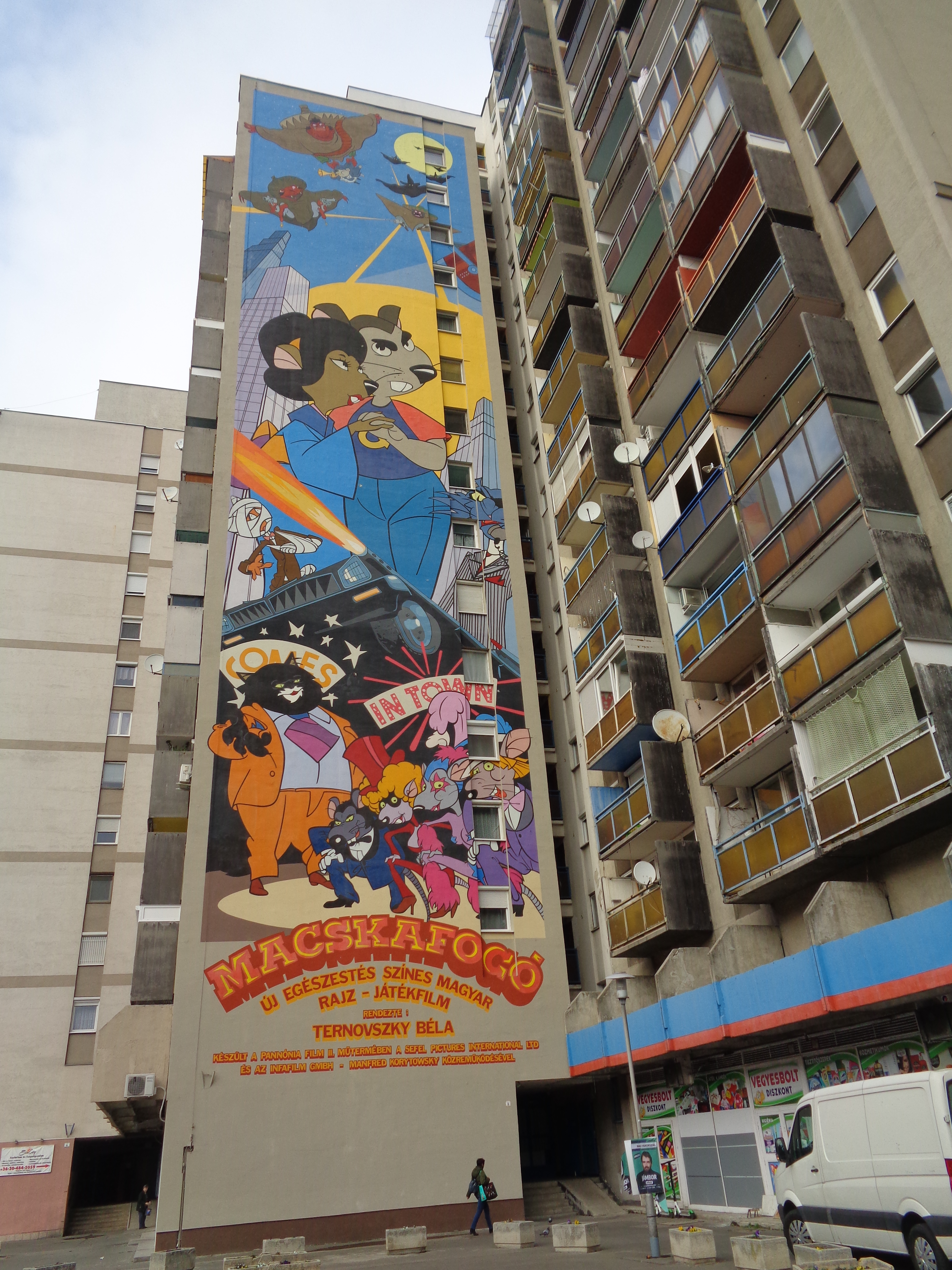
Macskafogó (Cat City), Wandbild an einem Wohnblock in Budapest

- Macskafogó (Cat City) – Béla Ternovszky, 1986
- Es lebe Servatius – Ottó Foky, 1986
- Nefelejcs (Vergissmeinnicht) – Elek Lisziák, 1988
- Az erdõ kapitánya – Attila Dargay, 1988
- Felix the Cat: The Movie (Felix – Der Kater) – Tibor Hernádi, 1988 (ungarisch-amerikanische Koproduktion)
- Vili, a veréb (Willi, der Spatz) – Jószef Gémes, 1989
- Sárkány és papucs – Tibor Hernádi, 1989
- A hercegnö és a kobold/The Princess and the Goblin (Prinzessin Aline und die Groblins) – József Gémes, 1991 (britisch-ungarisch-japanische Koproduktion)
- A hetedik testvér – Jenő Koltai, Tibor Hernádi, 1995
- Vacak 2 – az erdő hőse – Jenő Koltai, József Gémes, 1997
- Ének a csodaszarvasról – Marcell Jankovics, 2001
- The Princess and The Pea (Die Prinzessin auf der Erbse) – Mark Swan, 2002 (amerikanisch-ungarische Koproduktion)